# 山田国広 (共産党員)
山田 国広（やまだ くにひろ、1907年 - 1987年12月27日）は、左翼の政治運動家。

## 来歴
長野県諏訪郡上諏訪町（現諏訪市）生まれ。1924年長野県立諏訪中学校（現長野県諏訪清陵高等学校）卒。永明小学校代用教員。
日本共産党に入り、1933年検挙（長野県教員赤化事件）。34年下獄。36年釈放。1937年上京、思想犯保護団体帝国更新会に入り、のちその事務員となる。
1942年頃から東京の目黒、蒲田などの町工場の徒弟教育の仕事に従事、戦時中はそれらの工場舎監、青年学校の事務をとる。44年諏訪に疎開し工場に勤務、敗戦を迎える。
46年から61年まで民主化運動に従事。党内闘争で共産党を除名され、文筆をもって訴える。

## 著書
- 『夜明け前の闇』理論社 1967
- 『夜明けの嵐 一共産党員の痛憤の手記』甲陽書房 1970
- 『夜あけの霧 抵抗か?屈辱か?』甲陽書房 1974
- 『"辰野事件"の真相』甲陽書房 1980
- 『岩波其残』甲陽選書 1982
- 『郭公よ声高く啼け 藤森成吉先生の文学碑建設によせて』甲陽書房 1985

共著
- 『『天竜の霧』霽れるまで 《辰野事件》はまだ終わっていない』神戸幸夫共著 甲陽書房 1976

## 注
1. ↑  『人物物故大年表』
2. ↑  『夜明けの嵐』